# Serhat Karaaslan
Serhat Karaaslan, né le 13 juin 1986 à Varto Au Sud Est de la Turquie, est un réalisateur et scénariste turc d'origine kurde. Serhat Karaaslan travaille et réside en France. 

## Biographie
Serhat Karaaslan est né en 1986 dans un village près de Varto, à l’est de la Turquie (Kurdistan). Il a effectué des études de pharmacie à l’Université d’Istanbul. Il découvre alors le cinéma, et développe une véritable passion pour cet art, en même temps qu’il s’intéresse au théâtre. Il réalise deux courts-métrages et entame un master de réalisation à l’Université Kadir Has d’Istanbul en 2009. Il réalise alors deux autres courts-métrages, Blood et Bicyle, puis un projet de fin d’études, Musa. Son court-métrage Ice Cream a été sélectionné au Toronto Film Festival. Pour ses productions cinématographiques, Serhat Karaaslan a remporté près de 100 prix et a été sélectionné par de nombreux festivals comme Cannes, Locarno, Thessalonique, Montpellier, Sarajevo et Istanbul. Son style, néoréaliste, navigue entre réalité et documentaire et se sert souvent de gens de la rue pour incarner des héros ordinaires. 
Son premier long métrage, co-production franco-allenamde, Passed by Censor, a été sélectionné pour la Résidence de la Cinéfondation du festival de Cannes, le Co-Production Market du Festival de Berlin et d’autres festivals.
Les Criminels, son dernier court métrage, est sélectionné en avant-première mondiale à Sundance 2021 où il remporte un prix spécial du jury pour son scénario.

## Filmographie

### Long métrage
- 2019 : Passed by Censor (Görülmüştür)

### Courts métrages
- 2010 : Bicyclette
- 2012 : Musa
- 2014 : La Glace
- 2021 : Les Criminels

## Récompenses et distinctions

### Récompenses
- 2021 : prix spécial du jury pour le scénario de Les Criminels au festival du film de Sundance en section courts métrages[3]